# Johnny Galecki

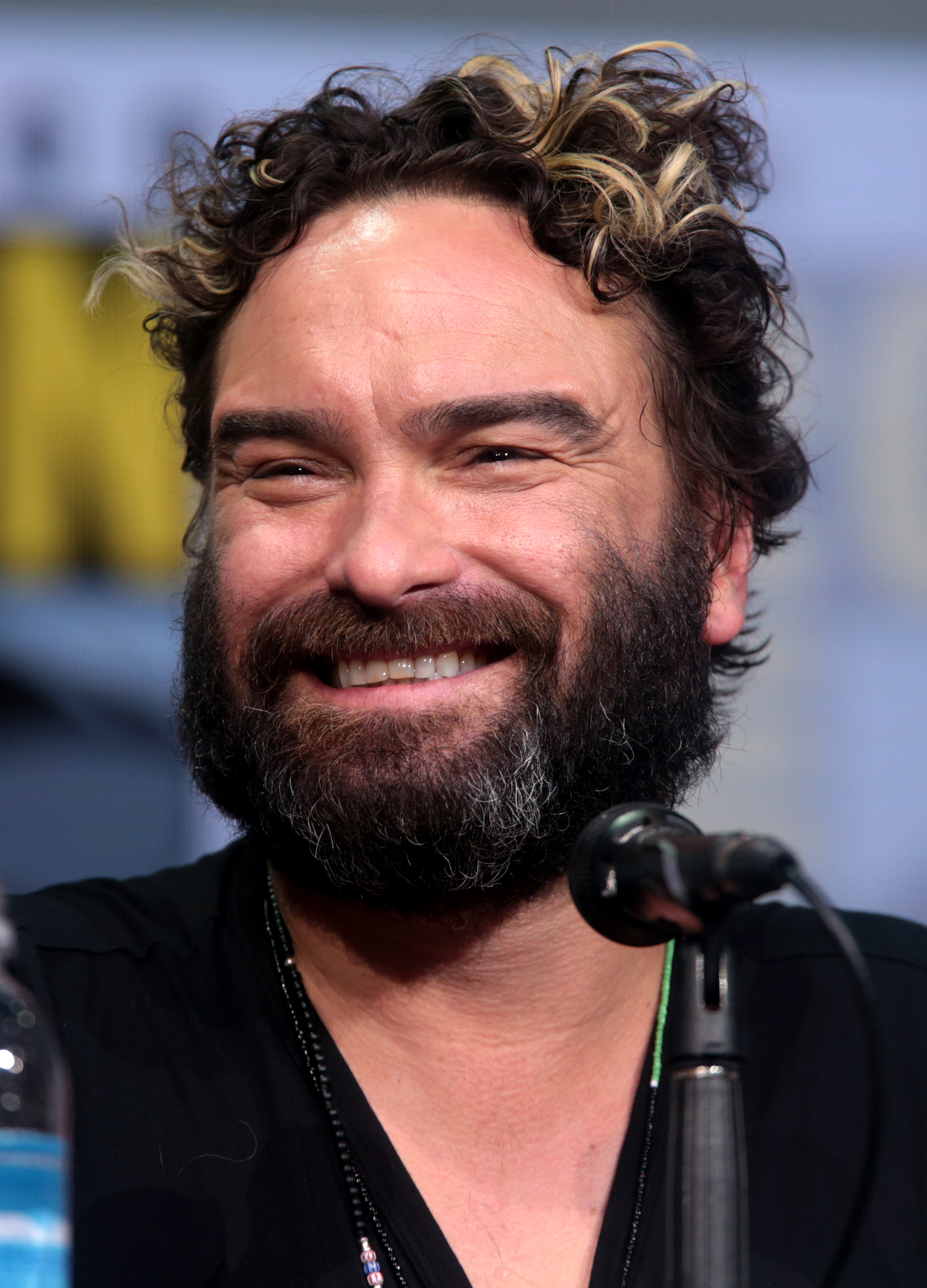
Johnny Galecki (2017)

John „Johnny“ Mark Galecki (* 30. April 1975 in Bree, Belgien) ist ein US-amerikanischer Schauspieler. Bekannt wurde er durch die Rollen des Sohnes in der Weihnachtskomödie Schöne Bescherung neben Chevy Chase, David Healy in der US-Sitcom Roseanne und Dr. Leonard Hofstadter in The Big Bang Theory.

## Leben
Galecki wurde in Bree, Belgien, geboren. Sein inzwischen verstorbener Vater Richard Galecki diente in Belgien als Soldat der United States Air Force und war polnischer Herkunft. Seine Mutter, Mary Lou (geborene Noon), war Hypothekenberaterin und ist irischer und italienischer Herkunft. Johnny Galecki hat einen jüngeren Bruder, Nick, und eine jüngere Schwester, Allison. Als Johnny Galecki drei Jahre alt war, zogen seine Eltern nach Chicago. Ab dem Alter von sieben Jahren trat er in einigen Theaterstücken am Chicagoer Goodman Theatre auf. Zu seinen damaligen Schauspielerkollegen gehörte Brian Dennehy.
In der Komödie Schöne Bescherung (1989) spielte Galecki die Rolle von Russell Griswold, dem Sohn von Clark Griswold (Chevy Chase) und Ellen Griswold (Beverly D’Angelo). Für die Rolle in der Fernsehserie Mann der Träume (1990) wurde er im Jahr 1992 für den Young Artist Award nominiert.
Galecki trat in den Jahren 1992 bis 1997 in der Fernsehserie Roseanne als David Healy auf. Für diese Rolle gewann er im Jahr 1994 den Young Artist Award. In den Jahren 1993 und 1995 wurde er für den gleichen Preis nominiert. In der Komödie The Opposite of Sex – Das Gegenteil von Sex (1998) trat er an der Seite von Christina Ricci auf. In der Komödie Bookies (2003) spielte er neben Nick Stahl, Lukas Haas und Rachael Leigh Cook eine der größeren Rollen.
In der Fernsehserie Entourage hat er in der achten Staffel mehrere kurze Gastauftritte. Dort spielt er eine fiktionalisierte Version seiner selbst. Zwischen 2007 und 2019 war er als Physiker Dr. Leonard Hofstadter in der CBS-Sitcom The Big Bang Theory zu sehen. Für seine Rolle wurde er 2011 für den Emmy nominiert, unterlag jedoch seinem Kollegen Jim Parsons. Durch den Erfolg als Darsteller in The Big Bang Theory erhielt Galecki auch wieder Angebote für Kino-Produktionen. So war er 2008 neben Will Smith in Hancock zu sehen und 2011 zusammen mit Olivia Wilde, Amanda Seyfried und Justin Timberlake in In Time – Deine Zeit läuft ab. Im März 2017 wurde bekannt, dass Galecki Gastgeber und Produzent der Fernsehshow SciJinks werden wird, in der Wissenschaftler ihre Kenntnisse für Stunts und Streiche mit versteckter Kamera nutzen. Die Erstausstrahlung erfolgte im Mai 2018.
Galecki ist Vegetarier. In den 1990er Jahren war er mit seiner Serienpartnerin Sara Gilbert zusammen. Mit seiner Serienpartnerin aus The Big Bang Theory, Kaley Cuoco, hatte er eine von 2007 bis Ende 2009 dauernde Beziehung, die sie vor der Öffentlichkeit geheim hielten. Die Trennung fand auf freundschaftlicher Basis statt. Von Anfang 2012 bis Mitte 2014 war er mit der Schauspielerin Kelli Garner liiert.
Von 2018 bis 2020 war Galecki mit Alaina Meyer liiert. Anfang Dezember 2019 wurde der gemeinsame Sohn geboren.
Sein deutscher Synchronsprecher ist Ozan Ünal.

## Filmografie (Auswahl)

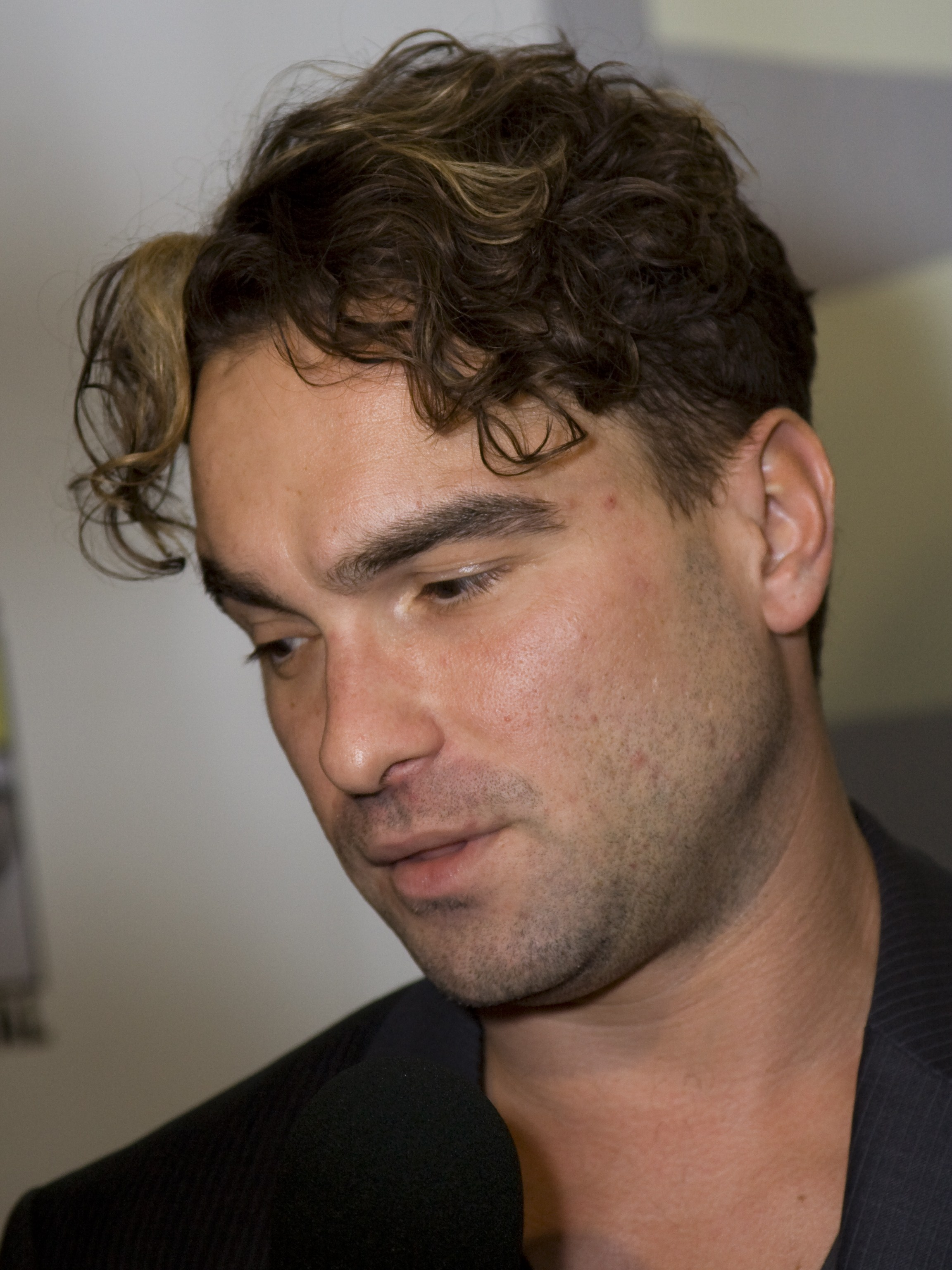
Galecki (2008)

- 1987: Time Out for Dad (TV-Kurzfilm)
- 1987: Blutige Hände (Murder Ordained, Fernsehfilm)
- 1988: Jimmy Reardon (A Night in the Life of Jimmy Reardon)
- 1989: Jessica und das Rentier (Prancer)
- 1989: Schöne Bescherung (National Lampoon’s Christmas Vacation)
- 1990: Mord nach Plan (Blind Faith, Fernsehfilm)
- 1990: Hardball (Fernsehserie)
- 1990–1991: Mann der Träume (American Dreamer, Fernsehserie)
- 1990: Mörderischer Verdacht (In Defence of a Married Man, Fernsehfilm)
- 1991: Blossom (Fernsehserie)
- 1991: Die Mütter-Mannschaft (Backfield in Motion, Fernsehfilm)
- 1992–1997, 2018: Roseanne (Fernsehserie)
- 1992: Billy (Fernsehserie)
- 1993: Ehekriege (Civil Wars, Fernsehserie)
- 1993: Verzweifelte Wut (A Family Torn Apart, Fernsehfilm)
- 1994: Alptraum hinter verschlossenen Türen / Wenn Eltern ihre Tochter verraten (Without Consent, Fernsehfilm)
- 1996: Mein Sohn – der Mörder! (Murder at My Door, Fernsehfilm)
- 1997: Bean – Der ultimative Katastrophenfilm (Bean)
- 1997: Suicide Kings
- 1997: Ich weiß, was du letzten Sommer getan hast (I Know What You Did Last Summer)
- 1998: The Opposite of Sex – Das Gegenteil von Sex (The Opposite of Sex)
- 2000: Playing Mona Lisa
- 2000: Bounce – Eine Chance für die Liebe (Bounce)
- 2000: Norm (The Norm Show, Fernsehserie)
- 2001: Morgan’s Ferry
- 2001: Bagtime (TV-Kurzfilm)
- 2001: Vanilla Sky
- 2002: Two Families (TV-Kurzfilm)
- 2002: Becoming Glen (TV-Kurzfilm)
- 2003: Bookies
- 2004: Chrystal
- 2004: White Like Me (Kurzfilm)
- 2004: LAX (Fernsehserie)
- 2005: Peep Show (TV-Kurzfilm)
- 2005: Happy Endings
- 2005: My Name Is Earl (Fernsehserie, Episode 1x07)
- 2005–2006: Hope and Faith (Hope & Faith, Fernsehserie)
- 2006–2007: My Boys (Fernsehserie)
- 2007: Who You Know (Kurzfilm)
- 2007–2019: The Big Bang Theory (Fernsehserie, 279 Episoden)
- 2008: Hancock
- 2009: Table for Three
- 2009: Family Guy (Fernsehserie, Stimme, eine Episode)
- 2011: In Time – Deine Zeit läuft ab (In Time)
- 2011: Entourage (Fernsehserie, 3 Episoden)
- 2013: CBGB
- 2017: Rings
- 2018–2019: Die Conners (The Conners, Fernsehserie, 4 Folgen)

## Auszeichnungen und Nominierungen
Emmy
- 2011: Nominierung als bester Hauptdarsteller in einer Comedyserie für The Big Bang Theory

Golden Globe Award
- 2012: Nominierung als bester Serien-Hauptdarsteller – Komödie oder Musical für The Big Bang Theory

Screen Actors Guild Award
- 2012: Nominierung als bestes Schauspielensemble in einer Comedyserie für The Big Bang Theory
- 2013: Nominierung als bestes Schauspielensemble in einer Comedyserie für The Big Bang Theory
- 2014: Nominierung als bestes Schauspielensemble in einer Comedyserie für The Big Bang Theory
- 2015: Nominierung als bestes Schauspielensemble in einer Comedyserie für The Big Bang Theory
- 2016: Nominierung als bestes Schauspielensemble in einer Comedyserie für The Big Bang Theory
- 2017: Nominierung als bestes Schauspielensemble in einer Comedyserie für The Big Bang Theory